# ألدو بينيني
ألدو بينيني (بالإيطالية: Aldo Bentini) مواليد 1948، هو ملاكم محترف إيطالي سابق صنّف ضمن فئة الوزن الخفيف. سبق أن شارك في دورة الألعاب الأولمبية الصيفية سنة 1968.

## إحصائيات
خاض خلال مسيرته 30 نزالا، فاز في 19 وتعادل في 3 وخسر في 6. فاز بالضربة القاضية في نزال واحد.

## روابط خارجية
- ألدو بينيني على موقع بوكس ريك (الإنجليزية) (registration required)
- ألدو بينيني على موقع أوليمبيديا (الإنجليزية)